# Télescope à imagerie Tcherenkov atmosphérique
Un télescope à imagerie Tcherenkov atmosphérique consiste en un télescope de type réflecteur optique équipé d'une caméra ultra rapide capable de détecter le  rayonnement Tcherenkov émis par les rayons cosmiques dans l'atmosphère.
L'entrée d'un rayon cosmique de haute énergie (> GeV) dans l'atmosphère terrestre provoque une gerbe de particules dont la vitesse est supérieure à celle de la lumière dans l'atmosphère, ce qui provoque un rayonnement bleuté (et ultraviolet) par effet Tcherenkov. Cette lumière bleutée se propage en formant un cône autour de la direction de la particule qui la provoque. Le nombre de photons Tcherenkov diminue rapidement lorsqu'on s'éloigne de l'axe de la trajectoire de la particule. Par ailleurs, la grande énergie du rayon cosmique incident fait que les particules de la gerbe qu'il provoque sont groupées avec une faible dispersion angulaire. Toute la lumière Tcherenkov émise par la gerbe arrive donc au niveau du sol regroupée dans un laps de temps de 10 ns (un 100-millionième de seconde) sur un disque de seulement 250 m de diamètre environ. Le réflecteur optique du télescope à imagerie Tcherenkov atmosphérique collecte cette lumière au niveau du sol et la focalise sur la caméra. Une analyse de la forme de l'image obtenue permet de déterminer la direction incidente et l'énergie du rayon cosmique ainsi que de distinguer la nature du rayon cosmique. La résolution angulaire de la camera (typiquement de ~0,1 degré) permet de visualiser la forme de la gerbe atmosphérique induite par un rayon cosmique. On parle d'imagerie puisqu'on obtient l'image d'une gerbe.  
Cette technique est en particulier utilisée pour la détection des rayons gamma de très haute énergie, qui produisent des gerbes purement électromagnétiques qui sont fines et symétriques. Les noyaux atomiques interagissent de façon hadronique avec l'atmosphère et produisent des gerbes plus éclatées et dissymétriques.

## Astronomie gamma de très haute énergie
La technique d'imagerie Tcherenkov atmosphérique a permis le développement d'une nouvelle astronomie gamma aux énergies supérieures à 100 GeV. Le télescope pionnier fut le télescope de 10 m de l'observatoire Whipple qui détecta pour la première fois une source gamma (la nébuleuse du Crabe) dans ce domaine d'énergie. À l'heure actuelle (2015), plus d'une centaine de sources ont été mises en évidence grâce à cette technique. Les principaux observatoires sont l'observatoire américain VERITAS et les observatoires européens HESS et MAGIC. Le futur de ce domaine est incarné par l'ambitieux projet Cherenkov Telescope Array (CTA) regroupant tous les acteurs du domaine.